# Contea di Polk (Missouri)
La contea di Polk in inglese Polk County è una contea dello Stato del Missouri, negli Stati Uniti. La popolazione al censimento del 2000 era di 26 992 abitanti. Il capoluogo di contea è Bolivar